# Топольницький Генрик Генрикович
Генрик Генрикович Топольницький (7 липня 1864, Золочів, нині Львівська область — 1920, м. Тернопіль) — композитор, правник, культурно-громадський діяч.

## Життєпис
Народився 7 липня 1864 року в м. Золочеві (Галичина, нині Львівська область, Україна).
У 1887—1891 роках навчався на правничому факультету Львівського університету, також у місцевій консерваторії вивчав гру на фортепіано та композицію. У 1891—1895 роках був піаністом та учасником львівського музично-хорового товариства «Боян». З 1896 (до 1914, мабуть, також перед смертю) року проживав та працював у працював у Тернополі, зокрема, мав правничу практику.
Автор хорових творів на слова Тараса Шевченка («Хустина», «Перебендя» «У своїй хаті», «Три шляхи»), М. Шашкевича, П. Грабовського, Я. Щоголева та ін.; в'язанки народних пісень, твори для фортепіано.
Помер у 1920 році в Тернополі.